# Pierre Geoffroy
Pierre Geoffroy (* 5. September 1939 in Reims; † 14. Oktober 1994) war ein französischer Journalist, Trainer und Funktionär, der sich seit den späten 1960er Jahren für die Legalisierung und Weiterentwicklung des Frauenfußballs in Frankreich verwendet hat.

## „Vater“ des modernen französischen Frauenfußballs
Der Sportjournalist arbeitete bei der Reimser Tageszeitung L’Union und organisierte neben anderen auch ein regelmäßiges Fußballturnier für Betriebsmannschaften. Während der Planungen für dessen 1968er Austragung entstand die Idee, dabei zusätzlich ein Frauenfußballspiel zu organisieren, und Pierre Geoffroy veröffentlichte in seiner Zeitung einen Aufruf an interessierte Frauen. Die Gegend um Reims war neben Paris und dem Elsass schon seit den 1920er Jahren eine Hochburg des bis dahin auch in Frankreich vom Fußballverband FFF für illegal erklärten Frauenfußballs gewesen, und so meldeten sich 24 Frauen dafür an; das Spiel fand vor etwa 5.000 Zuschauern statt, und viele der Spielerinnen gründeten daraufhin den Football Club Féminin de Reims, der sich gut ein Jahr später durch die Vermittlung Geoffroys – der die Frauen nebenher auch trainierte – Stade Reims anschloss. Am 29. März 1970 legalisierte der ausschließlich aus Männern zusammengesetzte Bundesrat der FFF den Frauenfußball und bestimmte den Journalisten, der in zahlreichen Artikeln und Gesprächen intensiv dafür geworben hatte, zum Leiter ihrer neu geschaffenen Frauenfußballkommission. In dieser Funktion war er als Sélectionneur auch für die Aufstellung und das Training des Frauennationalteams zuständig, die am 17. April 1971 ihr erstes Match gegen die Niederlande bestritt; diese Partie gilt für den Fußballweltverband zugleich als erstes offizielles Frauenländerspiel der Geschichte.

## Erfolgreicher Trainer
Neben seiner Funktion als Nationaltrainer betreute Pierre Geoffroy auch die Frauschaft von Stade Reims weiterhin – und das sehr erfolgreich. Von November 1969 bis September 1975 haben Stades Frauen in 260 Spielen lediglich 21 Niederlagen kassiert, diese sämtlich außerhalb Frankreichs. Sie waren auch in den ab 1974/75 ausgetragenen Landesmeisterschaften führend, errangen binnen acht Jahren fünf nationale Titel (1975, 1976, 1977, 1980 und 1982) und Geoffroy war bei den ersten vier Meisterschaften ihr Trainer. Sie bestritten vor oft fünfstelliger Zuschauerzahl Freundschaftsspiele auf allen Kontinenten und gewannen mehrere internationale Turniere, so in New York (1970), Bandung (1972) und Port-au-Prince (1974). Spielerinnen aus Geoffroys Vereinself bildeten zudem für über ein Jahrzehnt das Gerüst der Nationalauswahl.
Im Lauf des Jahres 1978 überwarf Geoffroy sich mit dem Landesverband, weil dieser verlangte, er solle eine förmliche Trainerausbildung absolvieren, wozu er angesichts seiner nachgewiesenen Fähigkeiten nicht bereit war. Pierre Geoffroys Nachfolger bei der FFF wurde Francis Coché; auch bei seiner Vereinself hat er das Traineramt an seinen Assistenten, den Ehemann der Reimser Nationalspielerin Ghislaine Royer-Souef, abgegeben. Anschließend widmete er sich ausschließlich seinem Brotberuf, in dem er es bis zum Leiter der Sportredaktion bei L’Union brachte. Infolge einer lang währenden Krebserkrankung starb Pierre Geoffroy, der mit der ehemaligen Reimser Nationalspielerin Maryse Lesieur verheiratet war, bald nach seinem 55. Geburtstag.

## Belege und Anmerkungen
1. ↑  Laut Geoffroys Datenblatt auf der Seite des französischen Fußballverbands soll er hingegen am 10. Februar 1931 in Lyon geboren sein.
2. ↑  Fédération Française de Football (Hrsg.): 100 dates, histoires, objets du football français. Tana, o. O. 2011, ISBN 978-2-84567-701-2, S. 121
3. ↑  Prudhomme-Poncet, S. 235
4. ↑  Artikel „Frauen der ersten Stunde“ (Memento des Originals vom 11. Januar 2014 im Internet Archive)  Info: Der Archivlink wurde automatisch eingesetzt und noch nicht geprüft. Bitte prüfe Original- und Archivlink gemäß Anleitung und entferne dann diesen Hinweis. vom 8. April 2011 auf der Seite der FIFA (abgerufen am 31. Januar 2013)
5. ↑  Grégoire-Boutreau/Verbicaro, S. 157
6. ↑  Prudhomme-Poncet, S. 230f.; ein Foto des 1975er Meisterkaders findet sich bei Grégoire-Boutreau/Verbicaro, S. 158/159.
7. ↑  Perpère/Sinet/Tanguy, S. 180; Grégoire-Boutreau/Verbicaro, S. 157
8. ↑  Laut telefonischer Information von Geoffroys langjährigem Mitarbeiter bei L’Union, M. Richard, vom 1. Juni 2011 an den Hauptautor dieses Artikels sowie dem Artikel „Für immer die Ersten“ vom 5. Februar 2018 bei sofoot.com

| Personendaten    | Personendaten                                            |
| ---------------- | -------------------------------------------------------- |
| NAME             | Geoffroy, Pierre                                         |
| KURZBESCHREIBUNG | französischer Journalist, Fußballtrainer und -funktionär |
| GEBURTSDATUM     | 5. September 1939                                        |
| GEBURTSORT       | Reims                                                    |
| STERBEDATUM      | 14. Oktober 1994                                         |